# Toutencourt Communal Cemetery
Toutencourt Communal Cemetery is een begraafplaats gelegen in de Franse plaats Toutencourt (Somme). De militaire graven worden onderhouden door de Commonwealth War Graves Commission.
De begraafplaats telt 23 geïdentificeerde Gemenebest graven uit de Eerste Wereldoorlog.